# 丹山黃氏宗祠
丹山黃氏宗祠位於四川省資陽市雁江區，文物遺址年代判定為清。2012年7月16日公佈為第八批四川省文物保護單位。
丹山黃氏宗祠位於四川省資陽市雁江區丹山鎮橋溝村8組，建於清代，座西向東，由門廳、祖宗殿及兩側廂房組成的四合院佈局，東西長30、南北寬25.2米，占地面積806平方米。宗祠大門為石質門樓，門樓作仿木構四柱三間五樓，寬5.6、高6.2米。門廳由戲樓和廂房組成，戲臺已拆除。門廳後有一廊道直通祖宗殿，祖宗殿為穿逗式木構建築，面闊三間12.4，進深4.1，高5.8米，正面如意式踏道三級。